# Narnaviridae
Narnaviridae es una familia de virus endosimbiontes mitocondriales de hongos y protistas. No son infecciosos (patógenos). Contienen un genoma ARN monocatenario positivo y por lo tanto se incluyen en el Grupo IV de la Clasificación de Baltimore. Incluye un solo género Narnavirus. 
Los virus de esta familia no son verdaderos virus y más bien son un tipo de elementos genéticos móviles o replicones compuestos por una cadena de ARN y una RdRP que descienden de bacteriófagos de ARN de la clase Leviviricetes que se integraron en las mitocondrias al momento que se dio la endosimbiosis seriada que dio origen a los eucariotas. Estos virus o replicones parecen haber estado en el eucariota ancestral (LECA) y haberse perdido en la mayoría de los eucariotas.
Los virus de esta familia son estructuralmente similares a los de las familias Botourmiaviridae y Mitoviridae con quienes están estrechamente emparentados y comparten la ausencia de cápside. Además ambos se replican en las mitocondrias en contraposición con otros virus y esta replicación se debe a que el bacteriófago de ARN ancestral perduró infectando a las mitocondrias que eran sus antiguos huéspedes bacterianos. También se los describieron como plásmidos de ARN ya que se comportan de manera similar a un plásmido.

## Descripción
Los virus de la familia Narnaviridae no forman viriones ya que se tratan de un tipo de elemento genético móvil viral. El genoma es lineal con una longitud que varía entre 2.3 y 2.9 kilobases que codifica una proteína de aproximadamente 80 a 104 kDa que forma un complejo de ribonucleoproteína. La segmentación del genoma es tripartita. La replicación se produce en el citoplasma de las mitocondrias. Las rutas de transmisión son por reproducción.